# Malarstwo mitologiczne

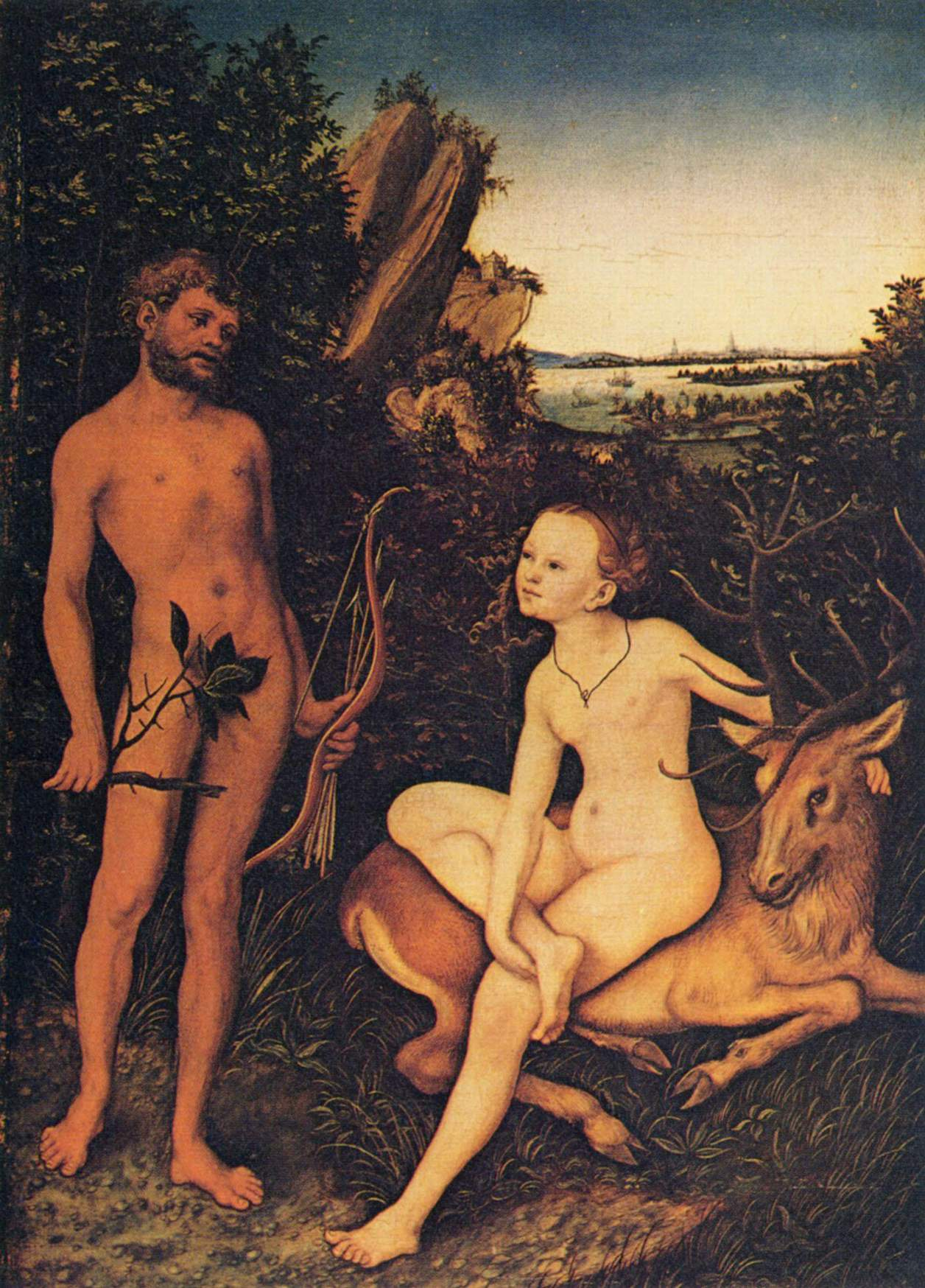
Lucas Cranach starszy, Apollo i Diana (1530)

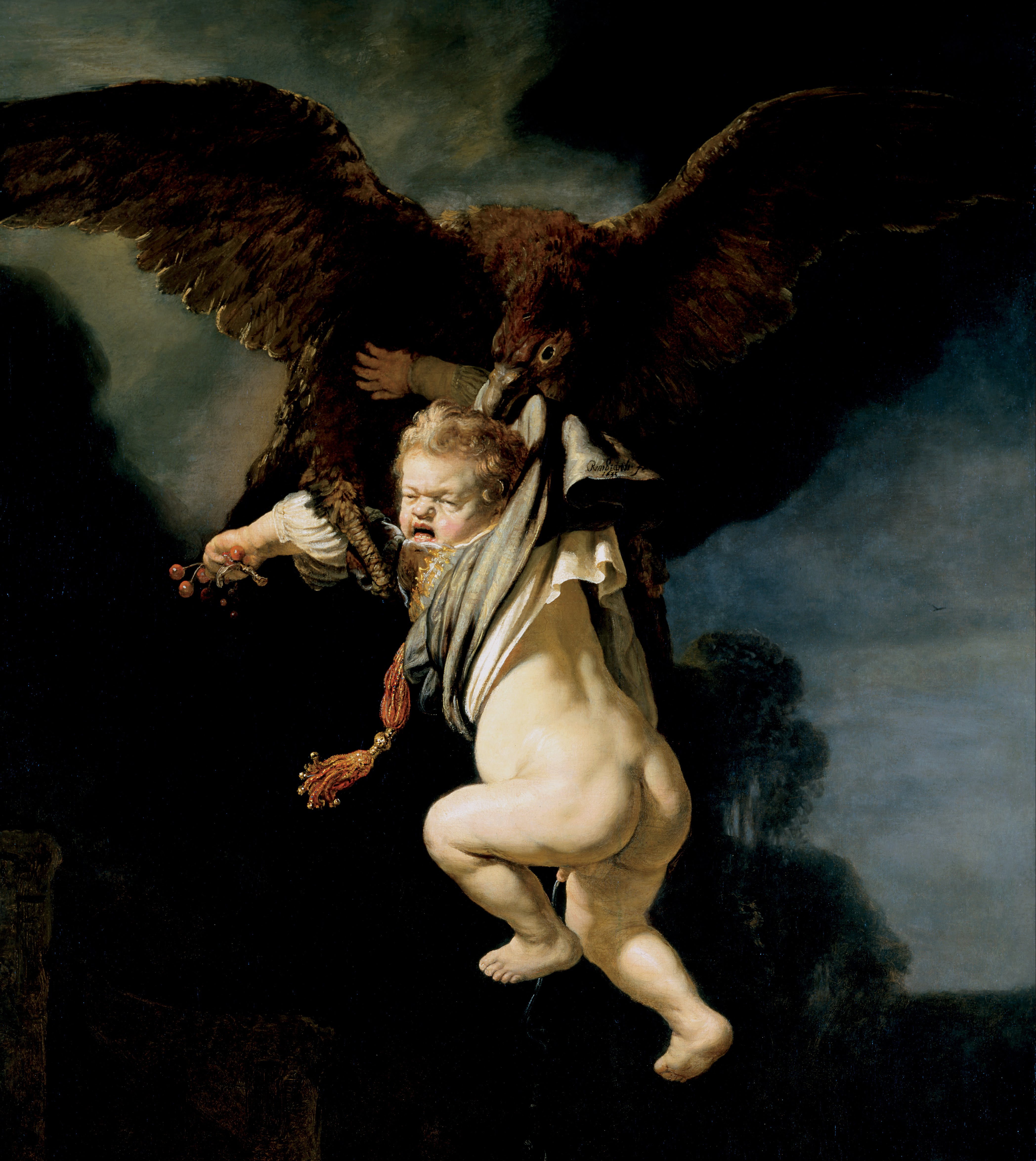
Rembrandt, Porwanie Ganimedesa (1635)

Malarstwo mitologiczne – kompozycja malarska opierająca się na tematyce zaczerpniętej z mitologii, najczęściej greckiej i rzymskiej.
Tematyka mitologiczna ukształtowała się już w okresie antycznym. W średniowieczu bóstwa i bohaterów antycznych traktowano jako symbole sił kosmosu i przyrody lub jako przykłady moralne.
W malarstwie XVI–XVIII w. przybiera różne znaczenia: wyraża nostalgiczną wizję świata idealnego i utraconej jedności człowieka z naturą (Arkadia),  staje się instrumentem propagandy politycznej (gloryfikacja władzy monarszej), ilustruje treści filozoficzne, etyczne i estetyczne lub wyraża fascynację erotyczną zmysłowością.
W sztuce klasycyzmu tematy mitologiczne ujmowane były z retorycznym patosem i wyrażały nową filozofię i moralność epoki Oświecenia. W XIX w. szczególnie często występowały w sztuce akademizmu.
Do najczęściej przedstawianych tematów mitologicznych należą: Amor i Psyche, Apollo i Dafne, Apollo i Marsjasz, Atalanta i Hippomenes, Bachanalia, Bachus i Ariadna,  Bitwa Amazonek, Danae, Diana i Akteon, Diana i Kallisto, Diana w kąpieli, Dydona i Eneasz, Filemon i Baucis, Jazon i Medea, Jowisz i Io, Leda z łabędziem, Meleager i Atalanta, Merkury i Argos, Narcyz, Neptun i Amfitryta, Orfeusz i Eurydyka,  Orszak Dionizosa, Perseusz i Andromeda, Porwanie Europy, Porwanie Ganimedesa, Prometeusz skowany, Sąd Parysa, Święto Wenus,  Toaleta Wenus, Upadek Faetona, Wenus i Adonis, Wenus i Mars, Wenus z Amorem, Wertumnus i Pomona